# Alexandermarsch
Der Alexandermarsch ist ein deutscher Infanterie-Parademarsch. Er wurde von Andreas Leonhardt im Jahre 1853 zum Staatsbesuch des russischen Thronfolgers Alexander in Berlin komponiert. Er ist in der Armeemarschsammlung unter AM II, 124 bzw. AM II, 161 enthalten.
Der Alexandermarsch ist Truppenmarsch der 1. Panzerdivision der Bundeswehr.